# Escut del Pallars Sobirà
L'escut oficial del Pallars Sobirà té el següent blasonament: Escut caironat: de gules, 3 palles d'or posades en banda; bordura componada d'or i de gules. Per timbre una corona mural de comarca.
Va ser aprovat el 28 d'abril del 1989. La comarca ha agafat com a símbol les tres palles d'or sobre camper de gules de les armes parlants dels comtes de Pallars. La bordura representa els quatre pals de l'escut de Catalunya.